# Lycoteuthidae
Lycoteuthidae zijn een familie van weekdieren uit de klasse van de Cephalopoda (inktvissen). 

## Geslachten
- Lampadioteuthis Berry, 1916
- Lycoteuthis Pfeffer, 1900
- Nematolampas Berry, 1913
- Selenoteuthis Voss, 1958

### Synoniemen
- Asthenoteuthion Pfeffer, 1912 => Lycoteuthis Pfeffer, 1900
- Leptodontoteuthis Robson, 1926 => Lycoteuthis Pfeffer, 1900
- Oregoniateuthis Voss, 1956 => Lycoteuthis Pfeffer, 1900
- Thaumatolampas Chun, 1903 => Lycoteuthis Pfeffer, 1900